# Matjaž Stopinšek
Matjaž Stopinšek, slovenski tenorist, * Celje.
Solo petje je začel študirati leta 1991 na Srednji glasbeni in baletni šoli v Mariboru v razredu prof. Študij je nadaljeval na Univerza za glasbo in upadabljajočo umetnost v Gradcu v razredih Prof. Wolfgang Gamerith in Prof. Annemarie Zeller (solopetje), Prof. Gerhard Zeller (samospev), Prof. Karlheinz Donauer (oratorij) in Prof. Horst Zander (opera in opereta). Januarja 2003 je z odliko končal podiplomski študij, smer samospev in oratorij in prejel nagrado univerze in že med študijskim časom sodeloval z mestnim gledališčem v Leobnu, Združenje glasbenikov Avstrijske Štajerske, itd.
Redno sodeluje z obema slovenskima opernima hišama kakor tudi z gledališčem Bühne Baden in Lehar festival v Bad Ischl-u, kjer je v zadnjih letih upodobil čez 40 opernih in operetnih vlog: Pinkerton  (»Madama Butterfly«), Franz Waldung  (»Renske nimfe«), Don Narciso  (»Turek v Italiji«), Florindo  (»Zvedave ženske«), Don Jose  (»Carmen«), Alfredo  (»Traviata«), Ferrando (»Cosi van tutte«),  Janez  (»Zlatorog«), Eisenstein  (»Netopir«), Edwin  (»Kneginja čardaša«), Prinz Sou Chong  (»Dežela smehljaja«), Danilo  (»Vesela vdova«), Wether  (»Werther«), Faust (»Faust«), Barinkay  (»Cigan baron«), Zarewitsch  (»Zarewitsch«), Herzog von Urbino , Caramello (»Noč v Benetkah«), Georg Dumenil  (»Der Opernball«), Franjo  (»Gorenjski slavček«), Sulejman  (»1001 noč«), Ivan  (»Teharski plemiči«),……
Sodeluje pri izvedbah oratorijskih koncertov in maš kot npr.: Carmina Burana: C. Orff, Messiah: G.F.Händel, Jahreszeiten: J. Haydn, Magnificat:  J. S. Bach, Requiem : W. A. Mozart, Te deum:  A. Bruckner, Golgota: F. Martin, itd., kakor tudi večerov samospevov skladateljev različnih glasbenih obdobij npr.: Schubert, Brahms, Schumann, Strauss, Debussy, Vilhar,Krek, Šivic, Vremšak, Lipovšek,…..
Leta 2010 debitiral z Münchenskimi simfoniki v Münchnu, kjer izvajal dela italijanskih skladateljev in na ponovno povabilo leta 2013 pod taktirko dirigenta Ken David Masur-a izvajal program z deli Giuseppe Verdi-ja v filharmoniji am Gasteig.
Kot solist je sodeloval pri izvedbi velikih vokalno-inštrumentalnih del v Avstriji, Italiji, na Hrvaškem, v Siriji, Madžarski in Sloveniji. Leta 1999 je debitiral v ljubljanski Operi kot Caramello v opereti Johanna Straussa »Noč v Benetkah«. V sezoni 2003/2004 je postal stalni član ansambla solistov Slovenskega narodnega gledališča Opera in balet Ljubljana.

## Operne in operetne vloge
1.	Ermanno Wolf-Ferrari: ZVEDAVE ŽENSKE                                                                     2. Johann Strauss: NETOPIR (DIE FLEDERMAUSS)
vloga: FLORINDO                                                                                                       Vloga: GABRIEL VON EISENSTEIN
3.	Francis Poulenc: TEJREZIJEVE DOJKE                                                                         4.	J. Strauss: ZIGEUNERBARON  (CIGANBARON)
vloga: ČASNIKAR                                                                                                          vloga: SANDOR BARINKAY
5.	G. Puccini: MADAMA BUTTERFLY                                                                                  6.	E. Kalman: DIE CSARDASCHFÜRSTIN (KNEGINJA ČARDAŠA)
vloga: B. F. PINKERTON	                                                                                                      vloga: EDWIN RONALD 
7.	Jacques Offenbach: RENSKE NIMFE                                                                              8.	F. Lehar: DAS LAND DES LÄCHELNS (DEŽELA SMEHLJAJEV)
vloga: FRANZ WALDUNG                                                                                     vloga: PRINZ SOU – CHONG
9.	Alojz Ajdič: BRATA (krstna izvedba)                                                                                10.	J. Strauss: EINE NACHT IN VENEDIG (NOČ V BENETKAH)
vloga: BLAŽ	                                                                                                                         vloga: DER HERZOG VON URBINO
11.	G. Rossini: TUREK V ITALIJI                                                                                         12.	F. Lehar: VESELA VDOVA (DIE LUSTIGE WITWE)
vloga: DON NARCISO
vloga: GROF DANILO DANILOVIČ
13.	J. Massenet: DON KIHOT                                                                                              14.	JUMUM - SLOVESNOST OB ZAKLJUČKU EVROPSKEGA
vloga: JUAN                                                                                                          PROJEKTA IN SLOVENSKA PREMIERA KRATKE OPERETE USANJANO
ŽIVLJENJE LEONA FIRŠTA
Vloga: SANJALEC 
15.	W. A. Mozart: COSI FAN TUTTI                                                                                     16.	F. Lehar: ZIGEUNERLIEBE
vloga: FERRANDO                                                                                                         vloga: JONEL BOLESCU
17.	G. Puccini: MADAMA BUTTERFLY                                                                               18.	J. Strauss: TAUSEND UND EINE NACHT (TISOČ IN ENA NOČ)
vloga: GORO	                                                                                                                       vlogi: SULTAN SULEIMAN / MOSSU 
19.	G. Verdi: LA TRAVIATA                                                                                                 20.	R. Heuberger: DER OPERNBALL
vloga: GASTONE DE LETORIERES                                                                                              vloga: GEORG DUMENIL
21.	G. Verdi: LA TRAVIATA                                                                                                 22.	Karl Zeller: PTIČAR (DER VOGELHÄNDLER)
vloga: ALFREDO GERMONT                                                                                                   vloga: GROF STANISLAV 
23.	V. Parma: ZLATOROG                                                                                                  24.	J. K. Novak: »GODOVNA« KANTATA
vloga: JANEZ                                                                                                                   prva izvedba Figaro, scenska glasba
vloga: Tonček
25.	G. Puccini: TURANDOT                                                                                                26.	Carl Millöcker: Der Bettelstudent
vloga: PONG	                                                                                                                            vloga: JAN
27.	P. I. Čajkovski: PIKOVA DAMA                                                                                      28.	B. Ipavec: TIČNIK
vloga: ČEKALINSKI                                                                                                        vloga: BLAŽ ZELENKOVIČ
29.	J. Massenet: WERTHER
30.	Franz Lehar: Der Zarewitsch
vloga: WERTHER                                                                                                                  vloga: ZAREWITSCH
31.	C. Gounod: FAUST                                                                                                       32.	Johann Strauss: Eine Nacht in Venedig
vloga: FAUST                                                                                                                                vloga: CARAMELLO 
33.	A. Förster: GORENJSKI SLAVČEK                                                                              34.	L. Fall: MADAME POMPADOUR
vloga: FRANJO                                                                                                                 vloga: GROF RENÉ d'ESTRADES 
35.	W. A. Mozart: DIE HOCHZEIT DES FIGARO (FIGAROVA SVATBA) 
36.	R. Rodgers: THE SOUND OF MUSIC
vloga: DON BASILIO                                                                                                           Vlogi: MAXIMILIAN DETWEILER
GEORG von TRAPP 
37.	W. A. Mozart: DIE ZAUBERFLÖTE (ČAROBNA PIŠČAL)                                             38.	G. Bizet: CARMEN
vlogi: ERSTER PRIESTER                                                                                            vloga: DON JOSE
ERSTER GEHARNISCHTER
39.	B. Ipavec: TEHARSKI PLEMIČI                                                                                     40.	ZGODBA O ČAROBNI PIŠČALI – Glasbena predstavitev po motivih
vloga: IVAN                                                                                                                    W.A.Mozarta
Vloga: TAMINO
41.	A. Lortzing: Wildschütz                                                                                                    42.	R. Leoncavallo: Pagliacci
vloga: Baron KRONTHAL                                                                                                               vloga: PEPPE / AHRLECCHINNO
43.	Stephen McNeff: Nežni velikan                                                                                        44.	Arthur S. Sullivan: GONDOLJERJI ali Kralj Baratarije,
vloga: MIRANDIN OČE                                                                                                              vloga: MARCO PALMIERI, beneški gondoljer